# Беспорядки в Андижане
Беспорядки в Андижане (Андижанский расстрел) (узб. Andijon voqeasi, Андижон воқеаси) — массовый расстрел протестующих в Узбекистане в городе Андижан 12—14 мая 2005 года, произошедший на следующий день после начала масштабных протестов жителей города.

## Предыстория

### Особенности региона
Ферганская долина всегда была особенным этнокультурным регионом в составе Средней Азии. Помимо того, что она являлась самой благоприятной для земледелия (в то время как другие регионы Средней Азии промышляли скотоводством) и самой густонаселённой территорией региона, она также обладала рядом культурных особенностей населения, таких как специфические местные традиции, консерватизм, сплочённость населения (сильный институт махалли), неприятие изменений. К примеру, по переписи 1897 года Ферганская область оказалась одной из областей с наибольшим количеством полигамных браков. Также для Ферганского региона характерна повышенная религиозность населения. Многие постсоветские исламистские партии и течения ведут своё начало из Ферганской долины, в частности из города Наманган, в котором в начале 1990-х годов сложилась особенно напряжённая обстановка. Регион также известен кровавыми межэтническими противостояниями, произошедшими в 1989 году в Узбекистане и в 1990 году в Кыргызстане.

### Судебный процесс над андижанскими предпринимателями
25 мая 2004 года областной Кенгаш отстранил давно занимавшего свой пост хокима Андижанского вилоята Кобилджона Обидова и назначил на его место Сайдулло Бегалиева, бывшего до этого министром сельского и водного хозяйства Узбекистана.
11 февраля 2005 года в Андижане начался судебный процесс над 23 местными бизнесменами, которым вменялось участие в запрещённой исламской секте Акрамия и сотрудничество с её основателем Акрамом Юлдашевым (этот суд был не единственным процессом против представителей бизнеса по обвинению в исламском экстремизме). По словам родственников подсудимых, они были просто набожными мусульманами и не состояли ни в каких объединениях. Предприниматели были очень популярны в городе, так как жертвовали большую часть прибыли на благотворительность, обеспечивали большое количество рабочих мест, на своих предприятиях устанавливали минимальную зарплату выше государственного уровня, лечили и кормили рабочих. Суд сопровождался постоянными пикетами родственников и сторонников подсудимых.

## Ход событий

### Беспорядки в городе
12 мая должно было состояться оглашение приговора, и около суда стали собираться родственники и сторонники подсудимых (всего собралось около 1000 человек) . После того как милиция начала арестовывать собравшихся, было решено освободить заключённых силой. Приблизительно в 23:30 сторонники осуждённых бизнесменов двумя группами до 40 человек под руководством А. Хакимова и И. Пирматова совершили нападение на патрульно-постовую службу УВД Андижанского вилоята. В это же время другая группа в количестве 50-100 человек, возглавляемые М. Собировым, И. Хожиевым и А. Ибрагимовым, напали на расположение 34-й бригады Министерства обороны, в результате чего ими было похищено около 100 автоматов Калашникова, несколько гранат, а также автомашина марки «ЗИЛ-130». Войсковую часть охраняло 5 человек, все они погибли. Всего, по данным правоохранительных органов Узбекистана, в ходе беспорядков было захвачено около 334 единиц оружия. Около часа ночи члены этих боевых групп всего в количестве около 80 человек ворвались на территорию тюрьмы УЯ-64/Т-1, в которой содержались подсудимые бизнесмены, протаранив её ворота похищенным военным грузовиком. Во время штурма тюрьмы завязалась перестрелка, в результате которой было убито 3 охранника и неустановленное количество протестующих. К моменту нападения в тюрьме содержалось 737 заключённых и осуждённых, из которых 527 были освобождены восставшими (около 470 из них впоследствии добровольно сдались властям). Часть заключённых впоследствии приняла участие в захвате здания областной администрации. 13 мая все люди, в том числе освобождённые из следственного изолятора, приняли решение выдвинуться к администрации Андижанской области и провести там народный митинг. По пути к зданию хокимията протестующие прошли мимо здания УСНБ (Службы национальной безопасности республики Узбекистан), в результате чего завязалась ожесточённая перестрелка, продолжавшаяся около часа. Подойдя к зданию хокимията, они захватили его, взяв находившегося в здании сотрудника милиции в плен.
После чего на площади им. Бабура перед зданием хокимията начался стихийный митинг, собравший около 4 тысяч человек. Вслед за этим мятежники начали связываться по телефону и вызывать к зданию областного хокимията своих родственников и близких и население из близлежащих улиц. Информация о митинге распространилась по городу, и к середине дня на площади и прилегающих к ней улицах собралась огромная толпа численностью от 10 до 12 тысяч человек. Многие приходили целыми семьями. Изначально митинг был посвящён несправедливому судебному процессу над 23 предпринимателями, однако постепенно он перерос в демонстрацию против правительственной политики (бедность, безработица, невыплата социальных пособий нетрудоспособным лицам и т. д.). Сразу после начала митинга его участники стали захватывать заложников. В основном это были чиновники, находившиеся в здании хакимията и соседних правительственных домах, а также начавшие стягиваться к площади полицейские, солдаты и члены УСНБ. В числе заложников оказались прокурор области и глава областной налоговой инспекции.

Сообщения о настроениях на митинге разнятся. По словам правительства, озвученных позже на судебном процессе по беспорядкам в Андижане, собравшиеся выкрикивали слово «джихад» и требовали установления Халифата. Однако, по сообщениям очевидцев, лозунги протестующих не имели отношения к религии и люди выкрикивали слово «Озодлик!» (Свобода!). Бухарбаева Галима сообщала, что по словам одного из очевидцев: 
Этот мятеж не имел никакого отношения к религии. Я не слышал ни одного возгласа «Аллах акбар»; ни один из мятежников, находившихся в здании областной администрации, ничего не говорил об исламском государстве
Ночью в телефонном разговоре министр внутренних дел Алматов проинформировал президента о ситуации. В 7:30 Ислам Каримов был в Андижане. Многие митингующие ожидали, что на площадь, для выступления перед народом, прибудут официальные лица или даже сам Ислам Каримов. Мятежники и правительственный штаб вступили в переговоры. Со стороны правительства переговоры вёл Закир Алматов, со стороны протестующих в них вступил Абдулджон (по другим данным Кабул) Парпиев, бывший заключённый, арестованный после терактов 1999 года в Ташкенте. По словам очевидцев, Парпиев потребовал прекратить уголовные дела в отношении бизнеса по статьям об экстремизме, освободить политических заключённых, а также предложил, чтобы на площадь прибыл кто-либо из правительства для переговоров с народом. Однако Алматов отверг эти требования и сразу предложил предоставить мятежникам «коридор» для прохода в Киргизию. Парпиев продолжал настаивать на необходимости встречи с недовольными людьми. Алматов ответил, что обдумает это, и прервал разговор.
Версия властей звучала несколько иначе. По словам Ислама Каримова: 

 …Переговоры с нашей стороны вёл министр внутренних дел Закир Алматов и руководитель областной администрации Сайдулла Бегалиев. Подключались и другие, но в основном — эти лица. В первую очередь мы выявили, кто формально, я подчёркиваю это слово — формально, является руководителем всей этой группировки. У них было достаточно мобильных телефонов, и мы установили номера их, затем с этим формальным лидером стали вести переговоры по телефону. Мы им задали простой вопрос: «Что хотите?» И поставили им наше условие: освободите заложников, покиньте здание, никто вас пальцем не тронет, мы готовы подогнать автобусы, и вы сможете сесть в них, даже со своим оружием.
Первоначально руководитель, который вёл переговоры с их стороны, согласился, но только поставил условие: «Вы там задержали шесть человек из наших людей, привезите их и отдайте нам, после этого мы сядем в автобусы и поедем». Мы согласились. Но после того как мы согласились и настало время исполнять достигнутое соглашение, раздался очередной телефонный звонок, который показал, что их первое требование было лишь пробным шаром.
Вас, журналистов, наверняка интересует вопрос: какие же цели они преследовали на самом деле, каковы были их главные требования? Отвечаю: они потребовали, чтобы из мест заключения освободили не только тех шестерых, но и всех их идеологов и подельников, которые находятся в заключении и в Ташкентской, и Навоийской областях, и в других местах. Разумеется, мы с такими наглыми требованиями не могли согласиться. Хотя вначале среди членов штаба были и колеблющиеся: почему бы их не привезти и не отдать? Были даже распоряжения по телефону о том, чтобы подготовили самолёт для этого. Но потом, здраво рассудив, решили, что если мы сейчас согласимся, то этот инцидент может привести к тому, что завтра будут десятки таких захватов по всей территории Узбекистана.
<…>
К 13 часам мы сообщили им о категорическом отказе в выполнении предъявленных наглых требований. Наши службы, мобилизованные военнослужащие всё ещё не подходили к зданию. Мы им сказали: «Даём вам время, подумайте, даём гарантию того, что никого, ни одного из вас не тронут. Вот вам автобусы. Они уже стоят. Хотите — садитесь и уезжайте, хотите — сдавайте оружие и возвращайтесь в свои дома». Да, и такое условие тоже было поставлено: сдавайте оружие и возвращайтесь в свои дома.

Первое появление военной техники в окрестности площади зафиксировано между шестью и семью часами утра, а уже около 10:00 c колонн БТР был открыт первый огонь по митингующим. Весь день на площади продолжались перестрелки, огонь вёлся с проезжающих мимо площади БТР и с крыш окрестных домов. Пострадало большое количество людей. Обстановка постепенно накалялась, были подожжены несколько зданий, соседствующих с площадью Бабура. К 16:00 площадь была блокирована, все выходы с неё были перекрыты, а в 17 часов начался полномасштабный штурм. На площадь выехали две колонны БТР и открыли огонь по протестующим.
После того как из броневиков был открыт огонь, а главная площадь перед резиденцией губернатора оцеплена, толпа в панике хлынула на проспект Чулпан и попала в засаду. Однако проправительственные СМИ сообщили, что протестующие, «поняв тщетность своих усилий заручиться поддержкой со стороны населения и спровоцировать массовые акции недовольства», сами решили бежать к границе с Киргизией через проспект Чулпан, открывая при этом огонь по подразделениям правопорядка с тем, чтобы спровоцировать их на ответные силовые действия. По словам тех же СМИ, «на улице Чулпана террористы открыли огонь по военнослужащим, которые находились в этом районе для обеспечения безопасности населения от возможных нападений террористов, не препятствуя при этом передвижению последних». Со слов очевидцев, ситуация выглядела следующим образом: протестующие разделились на две группы — в первой находились вооружённые мужчины, а также большинство заложников, вторая в основном состояла из женщин с детьми и мирных демонстрантов, однако и там было некоторое количество вооружённых людей и заложников. Под периодически возникающим беспорядочным огнём толпа продвигалась по проспекту Чулпан, пытаясь свернуть на боковые улицы, но они были перекрыты общественным транспортом и бронетехникой. Первое серьёзное столкновение состоялось на пересечении проспекта с ул. Парковой около здания офиса «Телеком». Подойдя туда, толпа обнаружила, что вся улица перегорожена автобусами, за которыми находились позиции сил безопасности Узбекистана. Мятежники решили выставить вперёд заложников, рассчитывая, что спецназовцы не станут стрелять по своим, и двинулись вперёд. Однако из-за автобусов был открыт огонь, много людей пострадало. По сообщениям проправительственных СМИ, мятежники первыми открыли беспорядочную стрельбу, убив при этом 12 заложников и 38 мирных граждан. Протестующим всё же удалось прорваться через заградительный кордон, однако возле школы № 15, находящейся напротив кинотеатра «Чолпон», они попали в следующую засаду. Началась беспорядочная перестрелка, и множество людей было убито. Скорее всего, именно там погибло большинство жертв этих беспорядков: очевидцы рассказывают, что вся улица была покрыта трупами людей. Выжившим удалось сбежать на соседнюю улицу Байнал-Минал. Часть людей, в большинстве — дети и пожилые женщины, попыталась спрятаться в окружающих домах, некоторые жители домов сами предлагали спрятать людей у себя. Оставшаяся часть демонстрантов, опасаясь репрессий со стороны правительства, приняла решение идти к границе с Киргизией. В то же время, по сообщениям проправительственных СМИ, руководители контртеррористической операции сами решили выпустить мятежников из города, увидев к каким жертвам приводит противостояние с ними.

### События на границе с Кыргызстаном
К утру 14 мая, пройдя за ночь 50 километров, группа беженцев из Андижана прибыла в город Тешиктош. Называется различное число людей, сумевших добраться до границы с Кыргызстаном, — от 500 человек до нескольких тысяч. Некий местный житель согласился помочь людям добраться до границы, однако когда они вышли на одну из улиц Тешиктоша, то наткнулись на БТР и группу из 10-15 солдат. Солдаты немедленно открыли по ним огонь, погибло ещё несколько человек. Раненым стали оказывать помощь местные жители, большинство же беженцев покинуло эту улицу и, собравшись на одной из площадей города, стало в страхе молиться. В конце концов к узбекско-кыргызской границе была отправлена делегация из нескольких женщин и стариков, после переговоров с которой узбекские пограничники согласились за взятку пропустить беженцев на территорию Кыргызстана. Кыргызские пограничники согласились пропустить людей на свою территорию только при отсутствии у них оружия. Вскоре на место прибыли кыргызские чиновники, которые сначала попытались убедить людей вернуться на территорию Узбекистана, однако, осознав безуспешность своих попыток, приняли решение об организации палаточного лагеря вблизи города Кара-Суу.

### Судьба беженцев
В первое время в СМИ активно муссировалась тема о якобы «73 единицах огнестрельного оружия, изъятых киргизскими правоохранительными органами у узбекских граждан, пересёкших границу Киргизстана», однако эта информация была официально опровергнута киргизским МИДом. Среди перешедших границу были сбежавшие из андижанской тюрьмы преступники, 12 из них были перемещены из палаточного городка в СИЗО города Ош. Существовала идея о создании специальной межгосударственной комиссии для расследования и выявления причин случившегося, однако правительство Узбекистана отвергло эту идею. Свыше 460 узбеков решением Верховного комиссара ООН получили статус политических беженцев. После принятия этого решения они получили право на предоставление временного убежища в третьей стране, которой согласилась стать Румыния.
Узбекские власти неоднократно заявляли, что преследуют только террористов и призывали мирных жителей вернуться на родину, однако известны случаи, когда вернувшиеся беженцы подвергались суду и получали большие сроки заключения.
По официальным данным Узбекистана в ходе беспорядков погибло 187 человек, из них 27 человек были сотрудниками правоохранительных органов. Общество прав человека Узбекистана «ЭЗГУЛИК» приводит статистику в 230 человек. Некоторые западные правозащитники утверждают, что всего в Андижане погибли более 800 человек.

## Внешнеполитические последствия
Спустя несколько лет бывший тогда министром обороны США Д. Рамсфелд назвал американскую реакцию на события в Андижане одной из самых обидных, хоть и оставшейся незамеченной, ошибок американского правительства. В своей книге воспоминаний[какой?] он писал, что к протесту подтолкнули «повстанцы» из «исламистской экстремистской группы», однако в докладной записке военного разведуправления, датированной 30.07.2005, говорилось, что «ими явно руководит гнев и отчаяние из-за тяжелейших социально-экономических условий и репрессивной политики правительства, а не какая-то объединяющая экстремистская идеология». (См. .)
США и другие западные страны сразу же потребовали независимого расследования событий в Андижане и обвинили узбекские власти в «неразборчивом применении силы» при подавлении вооружённого мятежа. Официальные лица Узбекистана назвали это вмешательством во внутренние дела страны. Евросоюз и Конгресс США ввели санкции против Узбекистана. Однако в октябре 2009 года эмбарго и другие ограничения были сняты.
23 ноября 2005 года Генеральная Ассамблея ООН приняла резолюцию, осуждающую Узбекистан за его отказ рассматривать события в Андижане иначе, как внутреннее дело страны. За неё проголосовали 74 страны, воздержались — 58 стран, проголосовали против 39 стран — Азербайджан, Афганистан, Бангладеш, Бахрейн, Белоруссия, Ботсвана, Бруней, Венесуэла, Вьетнам, Гамбия, Египет, Зимбабве, Китай, КНДР, Куба, Индия, Индонезия, Иордания, Иран, Йемен, Казахстан, Катар, Кувейт, Кыргызстан, Ливия, Малайзия, Мальдивы, Марокко, Мьянма, ОАЭ, Оман, Пакистан, Россия, Саудовская Аравия, Сирия, Судан, Таджикистан, Туркменистан и сам Узбекистан.
Первой страной, которую президент Узбекистана Ислам Каримов посетил после андижанских событий, стала КНР. 25 мая председатель КНР Ху Цзиньтао и Каримов подписали договор о партнёрских отношениях дружбы и сотрудничества. Руководство Китая на фоне давления со стороны Запада заняло сторону президента Узбекистана. В интервью газете «Жэньминь жибао» Каримов заявил, что события в Андижане направлялись и финансировались из-за рубежа: «Преступники и стоящие за ними силы намеревались дестабилизировать ситуацию не только в Узбекистане, но и во всей Центральной Азии». Официальный представитель МИД КНР Кун Цюань подтвердил, что в Китае поддерживают «усилия властей Узбекистана по борьбе с терроризмом, сепаратизмом и религиозным экстремизмом» (он также отметил, что «Произошедшие в Узбекистане события — внутреннее дело этой страны»).

## Суд над участниками беспорядков
Суд проходил в несколько этапов с 20 сентября по 12 декабря. Судебное заседание было открытое. Представители дипломатического корпуса и международных организаций, включая ООН, ОБСЕ, БДИПЧ, УВКБ ООН и ШОС, наблюдали за судебными разбирательствами и имели свободный доступ в зал суда. Всего за участие в мятеже удалось задержать 121 человека. Обвиняемые получили наказания в основном от 14 до 20 лет заключения. Обвинялись по статьям умышленное убийство при отягчающих обстоятельствах, посягательство на конституционный строй Республики Узбекистана, терроризм и другим.

## В кино
- Through the looking glass: Shooting at Andijan — документальный фильм режиссёра Моники Уитлок.
- Sotqin (Предатель) — узбекский художественный фильм режиссёра Рустама Сагдиева[42].